# Полосатый морской дракон
Полосатый морской дракон (лат. Trachinus radiatus) — вид хищных лучепёрых рыб из семейства драконовых (Trachinidae). Распространены в восточной части Атлантического океана, включая Средиземное море. Максимальная длина тела 50 см.

## Описание
Тело удлинённое, сжато с боков; высота тела укладывается 4 раза в стандартную длину тела. Тело покрыто мелкой циклоидной чешуёй; грудь полностью покрыта чешуёй. Голова небольшая; рыло короткое, его длина в 3 раза меньше посторбитального расстояния. Глаза маленькие, их диаметр укладывается 5 раз в длину головы; расположены почти на верхнем профиле головы. Ширина межглазничного пространства примерно равна половине диаметра глаза. Рот большой, косой, не выдвижной. Окончание верхней челюсти заходит за вертикаль, проходящую через задний край глаза. Мелкие зубы на обеих челюстях расположены полосками, есть зубы на сошнике и нёбе. На нижней части первой жаберной дуги 6 или 7 жаберных тычинок. Сильная колючка расположена на жаберной крышке. Есть колючки на предглазничной области, шип на предкрышке отсутствует. На верхней части головы перед глазами хорошо заметны пять групп расходящихся радиально костных гребней. Два спинных плавника. Первый спинной плавник короткий, с 6—7 жёсткими лучами. В длинном втором спинном плавнике 24—29 (обычно 25) разветвлённых мягких лучей. В анальном плавнике 2 колючих и 25—29 мягких лучей. Длина мягких лучей во втором спинном и анальном плавниках примерно одинаковая. В боковой линии 69 чешуек.
Тело и голова беловатые с многочисленными коричневыми пятнами и червеобразными полосками. Первый спинной плавник в основном чёрного цвета; второй спинной и анальный плавники с серыми пятнами.
Максимальная длина тела 50 см, обычно до 25 см.

## Биология
Морские донные рыбы. Обитают в прибрежных водах над песчаными и илистыми грунтами на глубине от 10 до 150 м. Часто зарываются в грунт, и на поверхности остаются видны только глаза и первый спинной плавник. Питаются ракообразными и мелкими рыбами. Икра и личинки пелагические. Первый колючий луч спинного плавника и шип на жаберной крышке с продольными бороздками, в основании которых расположены ядовитые железы.

## Ареал
Распространены в тропических и тёплых умеренных водах восточной части Атлантического океана от Гибралтара до Анголы, включая Канарские острова. Вдоль атлантического побережья Европы встречаются до Португалии. В Средиземном море обнаружены в восточной части и Эгейском море.

## Взаимодействие с человеком
Имеют ограниченное промысловое значение. Промысел ведётся донными тралами и различными кустарными орудиями лова. Обычны на рынках стран в границах ареала. Реализуются в свежем виде.